# Els anys mortals
"Els anys mortals" (títol original en anglès "The Deadly Years") és el dotzè episodi de la segona temporada de la sèrie de televisió de ciència-ficció estatunidenca Star Trek. Escrit per David P. Harmon i dirigit per Joseph Pevney, es va emetre per primera vegada el 8 de desembre de 1967.
En l'episodi, una estranya radiació fa que els membres de la tripulació de l’ Enterprise envelleixin ràpidament.

## Argument
L'USS Enterprise està transportant un oficial superior, el Comodor Stocker, a la Base Estel·lar 10 on ha d'assumir el comandament. En el camí, la nau fa una parada al planeta Gamma Hydra IV per reabastir l'estació de recerca allà. Un grup de desembarcament format pel capità Kirk, primer oficial Spock, director mèdic Dr. McCoy, l'enginyer en cap Scott, l'alferes navegant Chekov i la tinent Arlene Galway es dirigeixen cap a la instal·lació. L'estació sembla completament deserta, fins que l'alférez Chekov descobreix el cos d'un home que aparentment ha mort de vellesa, i s'espanta. Robert Johnson, un membre de la tripulació de l'estació, apareix amb la seva dona Elaine. Tots dos afirmen tenir 20 anys, però semblen 50 anys més. Els dos moren aviat a la infermeria de l’Enterprise.
El Sr. Spock i el científic civil Dra. Janet Wallace comença una investigació. La seva única pista és un cometa que recentment va passar Gamma Hydra IV. Aviat el grup de desembarcament, amb l'excepció de Chekov, també comença a envellir ràpidament. La tinent Galway envelleix més ràpidament i aviat mor. A hores d'ara han après que el cometa emetia radiació de baix nivell que probablement va causar l'efecte d'envelliment.
A mesura que Kirk continua envellint, oblida cada cop més coses, fins i tot ordena l'ús d'un codi obsolet tot i que recentment se li ha dit que el codi havia estat trencat pels Romulans. Això fa que el comodor Stocker ordeni a Spock que convoqui una audiència, en la qual Kirk es troba incapaç de comandar. Amb Spock també afligit, Stocker assumeix el comandament, i ordena un rumb directe a la Base Estel·lar 10, ignorant els avisos que això portarà la nau a través de la zona neutral romulana.
Mentrestant, Kirk, McCoy i Spock discuteixen la immunitat de Chekov davant l'aflicció. Recordant l'ensurt de Txékov davant el descobriment del cadàver, McCoy sorprèn que l'augment dels nivells d'adrenalina de Chekov pugui haver tingut algun efecte, i recorda que l'adrenalina havia demostrat una vegada prometedora com a tractament per a la malaltia de la radiació. El Sr. Spock i la Dr. Wallace, ajudat per la infermera Chapel, comença a treballar en un compost a base d'adrenalina per provar a la partida d'aterratge.
Quan l’Enterprise entra a la zona neutral, els vaixells romulans ataquen, ignorant tots els intents de contacte. Stocker, sense experiència de comandament de camp i paralitzat per la indecisió, considera rendir-se, però li recorda que els romulans no fan presoners. A l'infermeria, Spock anuncia que la droga està a punt, advertint que pot matar i curar. Kirk insisteix a prendre la primera injecció. La droga inverteix l'efecte d'envelliment i Kirk corre cap al pont per alleujar Stocker.
Kirk enganya als romulans enviant un missatge al comandament de la Flota Estel·lar, utilitzant deliberadament el codi trencat, advertint que l’Enterprise s'autodestruirà amb el "dispositiu corbomita", que també destrueix qualsevol vaixell proper. Els romulans es mouen a una distància segura, donant espai a l' "Enterprise" per fer una escapada sorpresa.

## Doblatge al català
L’episodi va ser doblada al català pels estudis Tecni-3 (primera part) i Diálogo (segona part) i emés a TV3 l’any 1989.
| Personatge                | Actor/actriu         | Veu en català                      |
| ------------------------- | -------------------- | ---------------------------------- |
| James T. Kirk             | William Shatner      | Jordi Boixaderas                   |
| Spock                     | Leonard Nimoy        | Isidre Sola i Llop                 |
| Leonard McCoy             | DeForest Kelley      | Eduard Lluís Muntada               |
| Montgomery Scott 'Scotty' | James Doohan         | Joan Carles Gustems Domènec Farell |
| Nyota Uhura               | Nichelle Nichols     | Glòria Roig Azucena Díaz           |
| Hikaru Sulu               | George Takei         | Jaume Nadal Enric Cusí             |
| Pavel Chekov              | Walter Koenig        | Quim Roca Pep Madern               |
| Christine Chapel          | Majel Barrett        | Ana Maria Mauri Rosa Gavin         |
| Janet Wallace             | Sarah Marshall       | Montse Miralles                    |
| Comodor Stoker            | Charles Drake        | Enric Arquimbau                    |
| Arlene Galway             | Beverly Washburn     | Maria del Mar Tamarit              |
| Sr. Johnson               | Felix Maurice Locher | Alfred Lucchetti                   |
| Tinent Leslie             | Eddie Paskey         | Enric Isasi-Isasmendi              |

## Producció i recepció
DeForest Kelley (Dr. McCoy) va dir sobre el maquillatge utilitzat en aquest episodi: "Només vaig treballar mig dia en aquell programa perquè l'altra meitat estava maquillat. M'asseia a la cadira una estona i després. Feia un descans, anava al john, tornava i treballarien més. Hi havia tres maquilladors treballant amb mi tot el temps, a les meves mans i a la cara. Va tenir sort en aquell programa. beneït pel fet que els vulcanians no envelleixen tan ràpid com els humans."
El crític Darren Mooney assenyala que l'envelliment de l'episodi se centra en el procés físic negatiu i en res de la gràcia i el gaudi dels èxits de la vida. Part d'aquest enfocament en els aspectes físics de l'envelliment prové de les notes del productor associat Robert Justman al productor Gene L. Coon on detalla els passos de l'envelliment de Kirk.
Zack Handlen de  The A.V. Club va donar a l'episodi una qualificació "B-", assenyalant el focus en els aspectes físics de l'envelliment, dient: "Ningú n'aprèn una lliçó valuosa sobre com envellir és només una part natural de la vida".

## Seqüela
Un episodi de la sèrie Star Trek: New Voyages, creat pels fans de la sèrie, anomenat "To Serve All My Days" és una seqüela d'aquest episodi. El guió va ser escrit per D. C. Fontana i és protagonitzat per Walter Koenig com un Chekov que envelleix ràpidament.